# Светско првенство у рагбију 2023.
Светско првенство у рагбију 2023. (службени назив: 2023 Rugby World Cup) биће 10. издање овог најважнијег репрезентативног рагби 15 такмичења, а организатор овог великог спортског догађаја биће Француска. Тада ће се обележити тачно 200 година, откако је Вилијам Веб Елис измислио рагби у Енглеској.

## Кандидати за домаћинство
Трка за добијање домаћинства почела је у мају 2015. Кандидати су били Француска, САД, Италија, Ирска и Јужна Африка. 
Светска рагби федерација је одлучила 15. новембра 2017. да Француска буде домаћин десетог светског првенства.

## Стадиони
Списак 12 стадиона на којима ће се играти утакмице светског купа у рагбију 2023:
- Стад де Франс - 81 338
- Стадион Велодром 67 394
- Парк Олимпик Лион 59 186
- Стад Пјер Маурој 50 000
- Атлантик Матмут 42 115
- Стад Џофри Гичард 41 965
- Стад де ла Божур 38 128
- Алијанц Ривијера 35 624
- Стадион Тулуз 33 150